# Svjetski kup u bejzbolu za žene 2006.
Svjetski kup u bejzbolu za žene 2006. se održao pod krovom organizacije Međunarodne bejzbolaške federacije.
Bio je 2. po redu svjetski kup.
Održao se od 31. srpnja do 6. kolovoza 2006. u Tajvanu.
Susreti su se igrali u Tien-Mouu.

## Natjecateljski sustav
Igralo se po jednokružnom liga-sustavu.

## Rezultati
- 1. kolo

SAD - Kanada 2:5

Japan - Tajvan 9:0

Australija - Hong Kong 22:2
- 2.kolo

Japan - Hong Kong 43:0

Kanada - Kuba 10:8

Tajvan Australija 0:4
- 3.kolo

SAD - Australija 7:2

Japan - Kuba 15:0

Tajvan - Hong Kong 21:2
- 4.kolo

SAD - Hong Kong 12:0

Kanada - Japan 6:3

Australija - Kuba 5:4
- 5.kolo

SAD - Kuba 14:4

Japan - Australija 11:6

Tajvan - Kanada 7:1
- 6.kolo

Tajvan - SAD 1:3

Australija - Kanada 9:4

Kuba - Hong Kong 14:4
- 7.kolo

SAD - Japan 13:11

Kanada - Hong Kong 10:0

Tajvan - Kuba 8:0
Ljestvica:
```
Mj. Postava    Ut  Pb Pz Prosj.
1.  SAD         6  5   1  0,833
2.  Japan       6  4   2  0,667
3.  Kanada      6  4   2  0,667
4.  Australija  6  4   2  0,667
5.  Tajvan      6  3   3  0,500
6.  Kuba        6  1   5  0,167
7.  Hong Kong   6  0   6  0,000
```

## Konačni poredak
1. SAD
2. Japan
3. Kanada
4. Australija
5. Tajvan
6. Kuba
7. Hong Kong